# Gençay
Gençay – miejscowość i gmina we Francji, w regionie Nowa Akwitania, w departamencie Vienne.
Według danych na rok 1990 gminę zamieszkiwało 1580 osób, a gęstość zaludnienia wynosiła 333 osób/km² (wśród 1467 gmin regionu Poitou-Charentes Gençay plasuje się na 179. miejscu pod względem liczby ludności, natomiast pod względem powierzchni na miejscu 1083.).